# 4427-es mellékút (Magyarország)
A 4427-es számú mellékút egy bő 30 kilométer hosszú, négy számjegyű országos közút Békés vármegyében; Orosházát köti össze Mezőhegyessel.

## Nyomvonala
Eredetileg Orosháza belvárosából indult, de további adatok nélkül megállapíthatatlan, hogy hol lehetett a kezdőpontja. Jelenlegi, 2020-ban érvényes kilométer-számozása szerint a város déli részén indul, az ott szinte pontosan kelet-nyugati irányban húzódó 4429-es út 45. kilométere előtt lévő körforgalomból kiágazva. Itt a 2,217-es kilométerszelvényénél tart és kezdeti szakasza többé-kevésbé déli irányban húzódik, Bajcsy-Zsilinszky utca néven. Nagyjából 3,4 kilométer után lép ki a város belterületéről, ugyanott mellé szegődik nyugat felől a Mezőtúr–Battonya-vasútvonal és ott található a vasút már megszüntetett Bogárzó megállóhelye is.
5,7 kilométert követően, a vasútvonallal kéz a kézben haladva lépi át Kardoskút határát, együtt kereszteznek 7,5 kilométer után egy kisebb vízfolyást is, és a község belterületére is egymást kísérve érkeznek meg, kicsivel az út 8. kilométere után. Hamarosan eléri az út a vasút Kardoskút vasútállomását, ott a vágányok és a belterület nyugati széle között húzódik, Árpád sor néven, majd még a 9. kilométere előtt ki is lép a falu házai közül.
12,5 kilométer megtételét követően az út elhalad Kardoskút, Békéssámson és Tótkomlós hármashatára mellett, a folytatásban a két utóbbi település határvonalát kísérve, de teljes terjedelmét illetően tótkomlósi területen húzódik. Békéssámsont nem is érinti ennél jobban, a település határvonala ugyanis kevéssel ezután, az út 13,800-as kilométerszelvénye előtt, nyugatnak fordulva eltávolodik tőle. Még a 16. kilométere előtt a vasút is nyugatabbi irányba kanyarodik, így az út „kísérő” nélkül éri el Tótkomlós belterületének északnyugati szélét, 17,3 kilométer után.
Tótkomlós belterületén előbb a Fő út nevet viseli, dél felé húzódva, majd egy kissé keletebbi irányt kezd követni, Dózsa György utca néven. 18,4 kilométer után, a városközpontban keresztezi a Békéscsaba-Makó közti 4432-es utat, utóbbi itt 43,4 kilométer teljesítésén van túl. Folytatása a Mezőhegyesi út nevet viseli, egészen a város belterületének délkeleti széléig, amit az út néhány lépéssel a huszadik kilométere előtt ér el.
23,8 kilométer után lépi át az útjába eső utolsó település, Mezőhegyes északnyugati határszélét. Majdnem pontosan a 27. kilométerénél jár, amikor kiágazik belőle egy alsóbbrendű mellékút Komlósfecskéspuszta felé, 29,3 kilométer után pedig eléri a város belterületét is. Ott a Komlósi út nevet veszi fel, így is ér véget, beletorkollva a 4434-es útba, nagyjából annak 52,850-es kilométerszelvényénél. Mindössze egyetlen sarokra keletre torkollik bele a 4434-es útba, délkelet felől, a Gyulától Elek, Kevermes és Battonya érintésével idáig húzódó 4444-es út, így a két út bizonyos értelemben egymás folytatásának is tekinthető.
Teljes hossza, az országos közutak térképes nyilvántartását szolgáló kira.gov.hu adatbázisa szerint 30,220 kilométer.

## Települések az út mentén
- Orosháza
- Kardoskút
- Tótkomlós
- Mezőhegyes

## Története
1934-ben a kereskedelem- és közlekedésügyi miniszter 70 846/1934. számú rendelete az Orosháza-Tótkomlós közti szakaszát harmadrendű főúttá nyilvánította, az Orosházától Csanádpalotáig húzódó 433-as főút részeként.
Egy dátum nélküli, feltehetőleg 1949 körül készült közúthálózati térkép csak az Orosháza-Tótkomlós közti szakaszát tünteti fel harmadrendű főútként, szintén 433-as útszámozással, a további szakaszait viszont mellékútként sem jelöli.